# Haloptilus austini
Haloptilus austini is een eenoogkreeftjessoort uit de familie van de Augaptilidae. De wetenschappelijke naam van de soort is voor het eerst geldig gepubliceerd in 1959 door Grice.